# Henri Justamant
Henri Justamant (Bordeaux, 29 marzo 1815 – Saint-Maur-des-Fossés, 2 gennaio 1890) è stato un ballerino, coreografo e maestro di balletto francese.

## Biografia
Primogenito di Auguste Justamant e Mari Ricard, Henri Justamant nacque a Bordeaux nel 1815. Intraprese la carriera artistica come ballerino a Marsiglia, Nantes e nella natia Bordeaux, prima di avviarsi con maggior successo all'attività di coreografo al Grand Théâtre di Lione tra il 1849 e il 1861. Durante gli anni 1860 fu prevalentemente attivo a Parigi, dove creò nuove coreografie per  il Théâtre de la Porte Saint-Martin, le Folies Bergère, l'Opéra national de Paris e il Théâtre de la Gaîté-Montparnasse.
Nella stagione 1868/1869 diresse il Balletto dell'Opéra di Parigi in veste di Maître de Ballet della compagnia e in questo periodo creò le coreografie per un nuovo allestimento del Faust di Charles Gounod. Attivo anche sulle scene internazionali, lavorò come coreografo e maestro di balletto al Théâtre de la Monnaie di Bruxelles e all'Alhambra Theatre di Londra, dove curò le nuove coreografie per la prima inglese dell'Orphée aux Enfers di Jacques Offenbach. Di ritorno in patria tornò a lavorare con le Folies Bergère fino alla morte nel 1890.
Per quanto nella seconda metà del XIX secolo venisse considerato tra i maggiori coreografi francesi, le opere di Justamant diventarono rapidamente fuori moda e sparirono dal repertorio entro pochi anni dall'inizio del XX secolo.